# アルベマール公爵
アルベマール公爵（アルベマールこうしゃく、英語: Dukedom of Albemarle [ˈælbəˌmɑːrl]）は、イングランドの公爵位。1397年と1660年の2度創設されたが、いずれも断絶している。ジャコバイト貴族としても2度創設されており、1度目は亡命中のジェームズ2世によって1696年に、2度目はジェームズ老僭王によって1722年に創設された。「アルベマール」という名前はフランスのオマールのラテン語形Alba Marla（「白いマール」）から転じたものであり、AubemarleとAumerleとも書かれる。ノルマンのオマール伯爵とも関連がある。

## アルベマール（オマール）公爵（1397年）
- 初代アルベマール公爵エドワード・オブ・ノリッジ（1373年 – 1415年） - エドワード3世の孫。1399年にアルベマール公爵位を剥奪されるが、後に父からヨーク公爵位を継承した

## アルベマール公爵（1660年）

マンク家の紋章

1660年7月7日創設。トリントン伯爵、ポスリッジのマンク男爵、ビーチャム男爵、テイェス男爵と同時に叙された。
- 初代アルベマール公爵ジョージ・マンク（1608年 – 1670年） - イングランド王政復古の功績により叙爵
- 第2代アルベマール公爵クリストファー・マンク（1653年 – 1688年） - 初代公爵の一人息子。子供のないまま死去

## アルベマール公爵（1696年、ジャコバイト貴族）
ロッチフォード伯爵とロムニー男爵と同時に叙された。
- 「初代アルベマール公爵」ヘンリー・フィッツジェームズ（1673年 – 1702年） - ジェームズ2世の庶子

## アルベマール公爵（1722年、ジャコバイト貴族）

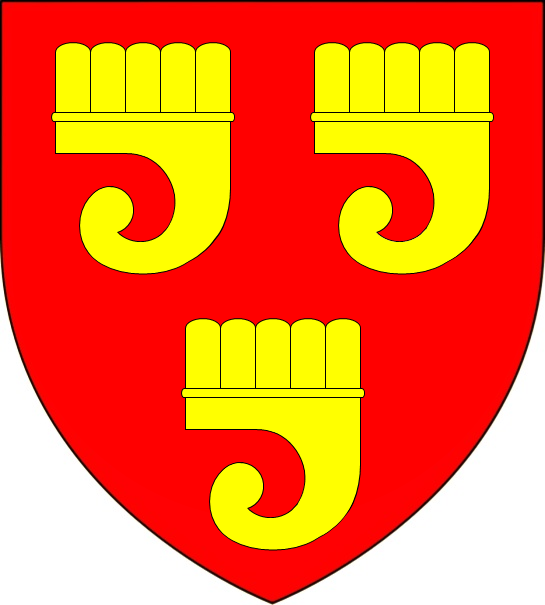
グランヴィル家の紋章

モンクおよびフィッツェモン侯爵、バース伯爵、ベヴィル子爵、ビッドフォードのランズダウン男爵と同時に叙された。
- 「初代アルベマール公爵」ジョージ・グランヴィル（1666年 – 1735年） - トーリー党の政治家。ジェームズ老僭王によってジャコバイト貴族に叙爵されたが、それ以前の1712年にアン女王によってランズダウン男爵に叙されている
- 「第2代アルベマール公爵」バーナード・グランヴィル（1700年 – 1776年7月2日） - 初代公爵の弟バーナードの長男。未婚のまま死去[2]